# BUS:STOP Krumbach

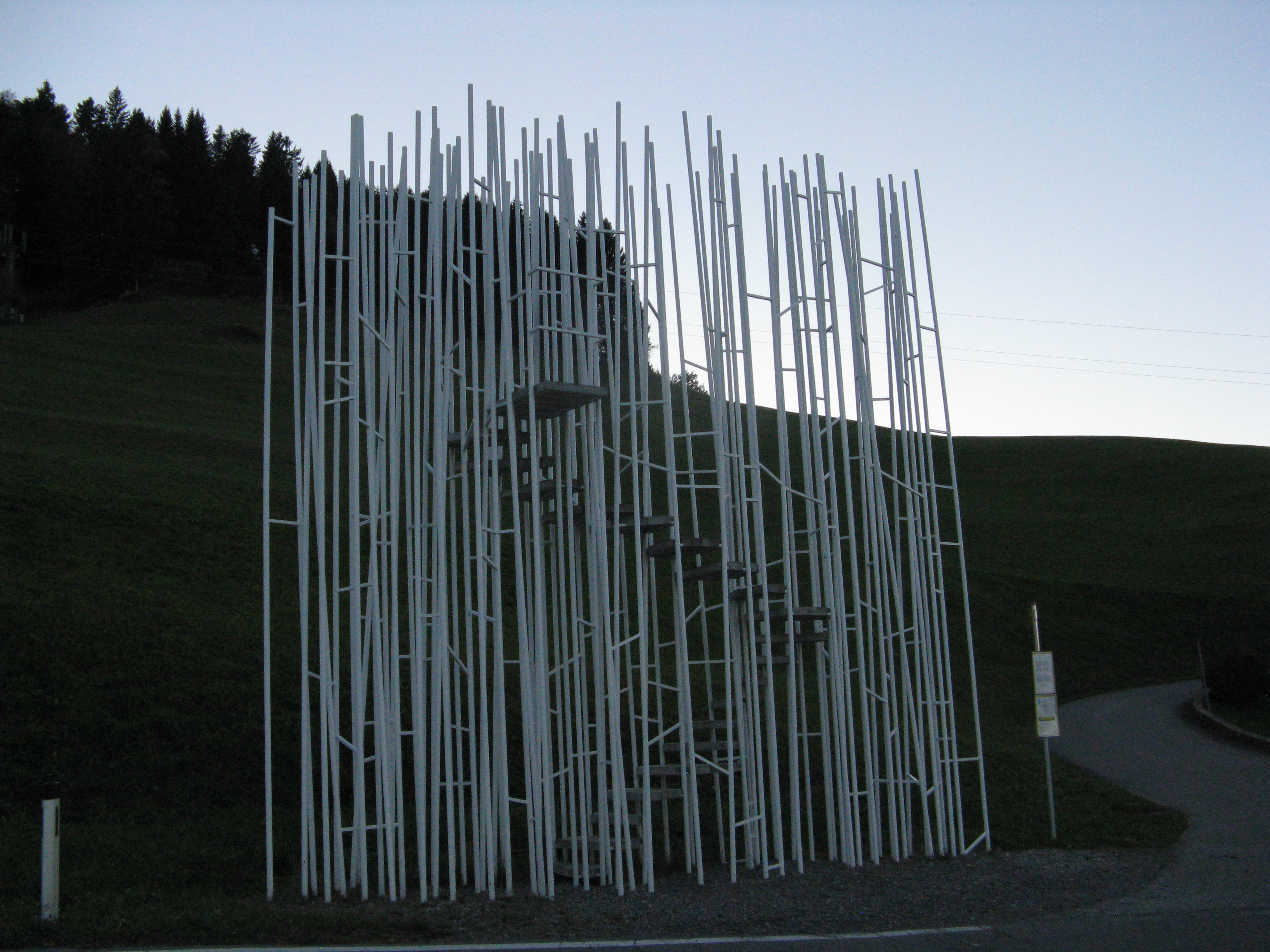

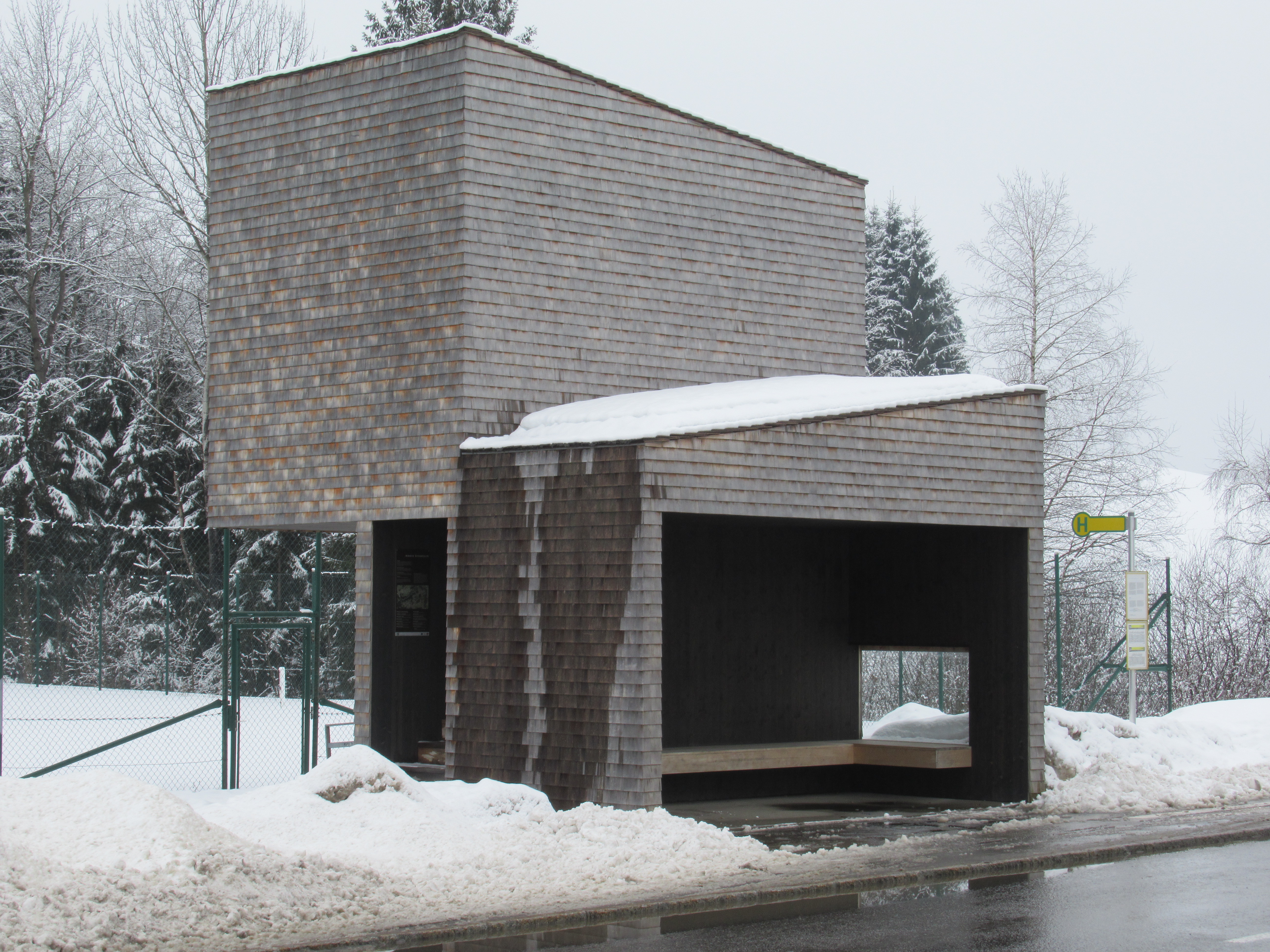
Krumbach-Kressbad

La parada de autobús Krumbach (correcta ortografía: BUS:STOP Krumbach) fue un proyecto de construcción de siete paradas del servicio de autobuses Landbus Bregenzerwald en el municipio de Krumbach en el distrito de Bregenz en Vorarlberg, Austria. 

## Historia

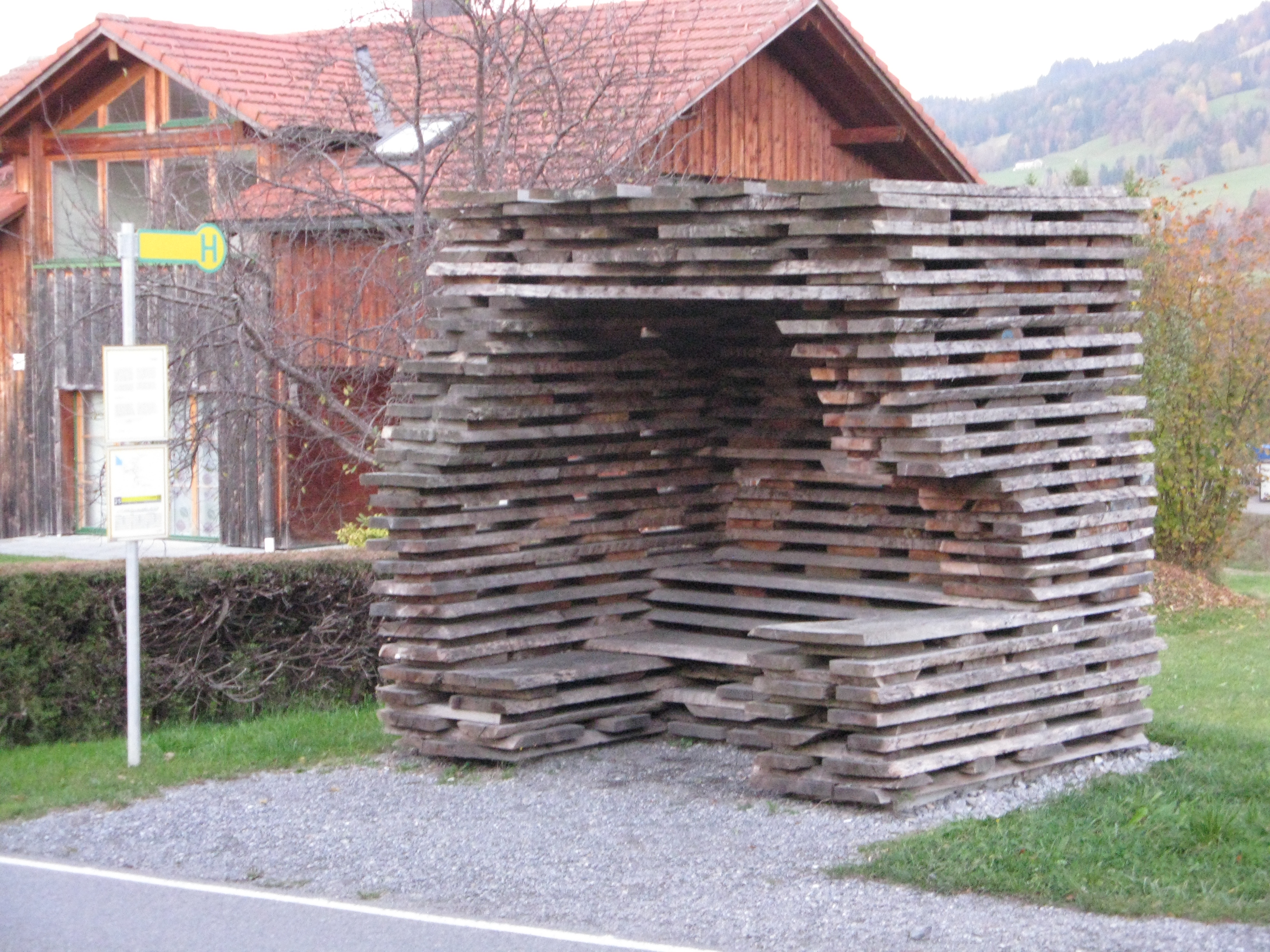

El transporte público es importante para pequeñas comunidades como Krumbach en el Bregenzerwald. Cuando las paradas de autobús de la zona tuvieron que ser renovadas, se decidió combinar la movilidad cotidiana y la cultura de la construcción para dar ejemplo frente a la reducción del tráfico de autobuses no rentables en las zonas rurales. Así se implementaron diseños de arquitectos internacionales para el Wartehüsle (caseta de espera). El resultado es el proyecto BUS:STOP Krumbach.

## Arquitectos
- Parada Bränden: Sou Fujimoto, Japón
- Parada Unterkrumbach Süd: Architecten de Vylder Vinck Taillieu, Bélgica
- Parada Unterkrumbach Nord: Ensamble Studio, España
- Parada Zwing: Smiljan Radic, Chile
- Parada Oberkrumbach: Alexander Brodsky, Rúsia
- Parada Kressbad: RintalaEggertsson Architects, Noruega
- Parada Glatzegg: Wang Shu, Ly Wenyu, China[2]

## Premios
El proyecto BUS:STOP Krumbach ha recibido varios premios, entre ellos: 
- Premio Especial del Premio Estatal de Arquitectura de Austria
- Premio Estatal de Comunicación y Relaciones Públicas de Austria, Adwin 2015
- Cliente del Año de Arquitectos 2014 del Premio Internacional Icónico
- Premio de Innovación 2014 de Turismo de Vorarlberg[3]